# Henry Bailey
Henry Marvin Bailey, född 24 april 1893 i Walterboro i South Carolina, död 1 november 1972 i Walterboro, var en finländsk sportskytt.
Bailey blev olympisk guldmedaljör i snabbpistol vid sommarspelen 1924 i Paris.